# Once (Una volta)
(Tagline del film)
Once (Una volta) (Once) è un film del 2006 diretto da John Carney.
Prodotto e girato in Irlanda, il film ha vinto diversi premi, tra cui un Oscar per la migliore canzone per Falling Slowly, un Independent Spirit Award per il miglior film straniero e un National Board of Review Awards 2007.
Un film a bassissimo budget e dal taglio quasi documentaristico, girato con la telecamera a mano, che ha trovato il consenso di molti addetti ai lavori e dei più grandi cineasti, tra cui Steven Spielberg.
Sul film si basa il musical omonimo di Broadway del 2011, Once, vincitore di otto Tony Award nel 2012, incluso Miglior musical.

## Trama
Un musicista irlandese che si guadagna da vivere aggiustando elettrodomestici e suona per le strade sognando di realizzare un album tutto suo, incontra una ragazza madre, polistrumentista ceca, che sogna di possedere un pianoforte tutto suo. La loro passione comune, la musica, crea un rapporto profondo che, tra chiacchierate, passeggiate e canzoni, li spinge ad aiutarsi reciprocamente nel tentativo di realizzare i propri sogni.

## Produzione
Entrambi i protagonisti non hanno alcuna esperienza recitativa, trattandosi di musicisti professionisti. Carney, regista e sceneggiatore, aveva suonato il basso nel gruppo di Hansard (The Frames), così chiese all'amico di comporre la colonna sonora del film e condividere con lui alcuni vecchi aneddoti: il ruolo del chitarrista squattrinato doveva allora essere di Cillian Murphy, che aveva quasi firmato un contratto discografico come musicista rock prima di intraprendere la carriera cinematografica. Lo stesso Murphy avrebbe dovuto collaborare alla produzione del film, ma non era soddisfatto della prospettiva di recitare con Irglová, vista la sua inesperienza, né della necessità di cantare le canzoni di Hansard, per via dei frequenti cambi di ottava. Il risultato fu che Murphy abbandonò il progetto, così come gli altri produttori del film. Carney affidò quindi il ruolo del protagonista a Hansard, la cui unica esperienza nel mondo del cinema risaliva al 1991, quando aveva vestito i panni del chitarrista Outspan Foster nel film The Commitments, la storia di una cover-band soul di Dublino. In un primo momento il cantautore era riluttante all'idea di prendere parte al progetto, non ritenendosi all'altezza, ma il budget molto limitato del film e l'assicurazione di essere coinvolto a 360 gradi nella produzione lo convinsero ad accettare il ruolo.
Il budget, irrisorio, venne fornito per il 75% dalla Bord Scannán na hÉireann (The Irish Film Board) e il restante 25% dallo stesso Carney, che devolse il suo compenso ai due protagonisti, assicurando loro una parte degli introiti finali in caso di successo del film. I 17 giorni di ripresa sfruttarono la luce naturale e le abitazioni di alcuni amici, così da poter limitare le spese. La scena della festa fra musicisti è stata girata nell'appartamento dello stesso Hansard, con i suoi amici e la madre Catherine Hansard. Le scene per le strade di Dublino, invece, sono state girate senza autorizzazione e con teleobiettivo, così che i passanti non si rendessero conto delle riprese e gli "attori" non s'innervosissero per via delle cineprese: la serenità dei due protagonisti era tale da improvvisare addirittura alcuni dialoghi.

## Distribuzione
Distribuito in Italia dalla Sacher distribuzione a partire dal 30 maggio 2008.

## Riconoscimenti
- Premi Oscar 2008: miglior canzone (Falling Slowly)
- Independent Spirit Awards 2008 per il miglior film straniero
- Festival di Mons 2008: Grand Prix